# Герб Тунісу
Герб Тунісу — один з офіційних символів Тунісу. Сучасна версія прийнята 1987 року.

## Опис
На гербі зображено корабель, лев, що тримає меч і ваги. У центрі, під судном, є арабський текст з національним девізом: араб. حرية نظام عدالة (укр. «Свобода — Порядок — Правосуддя»). Центральна емблема національного прапора знаходиться вище щита. Фон є золотим у всіх секціях.
Кожен символ означає окрему чесноту країни: лев є символом порядку, галера — свобода, а ваги — справедливість. Галера також має відношення до стародавніх часів, коли нинішні кордони Тунісу територією фінікійської цивілізації, а потім центром держави був Карфаген.
В колі над щитом розміщені символи ісламу — півмісяць і зірка. Це підкреслює важливість релігії в країні і викликає східство з туніським прапором.

## Історія
Перший герб Тунісу була прийнятий 21 червня 1956 року, невдовзі після проголошення незалежності Тунісу. Перша версія герба незначно відрізнятися від сучасної, зокрема на гербі додатково були списи та прапори, а лев і ваги були розміщені у зворотному порядку.
1987 року трикольорову гамму герба було змінено на однокольорову — золоту.

## Попередні версії

Герб Тунісу у ХІХ столітті
Герб Тунісу під французьким протекторатом (1881—1956)
Герб тунісу у 1963—1987 роках